# 梅格·蒂莉
梅格·蒂莉（英語：Meg Tilly，1960年2月14日—），女，美国演员。曾获得金球奖最佳电影女配角。